# Constant van Langhendonck
Constant van Langhendonck (Anversa, 3 febbraio 1870 – Bruxelles, 2 settembre 1944) è stato un cavaliere belga, vincitore di una medaglia d'oro nella prova di salto in lungo nell'equitazione ai Giochi olimpici di Parigi 1900.

## Palmarès
| Anno | Manifestazione  | Sede   | Evento         | Risultato |
| ---- | --------------- | ------ | -------------- | --------- |
| 1900 | Giochi olimpici | Parigi | Salto in lungo | Oro       |